# The Happiest Days of Our Lives
Pistes de The Wall
Another Brick in the Wall (Part 1) Another Brick in the Wall (Part 2)
The Happiest Days of Our Lives est une chanson du groupe de rock progressif britannique Pink Floyd. Elle a été écrite par Roger Waters et apparaît sur l'album The Wall, sorti en 1979. La chanson s'attaque aux problèmes de l'abus de pouvoir dans le système éducatif, malgré son titre ironique (« les jours les plus heureux de nos vies »).

## Composition
La chanson, en quatre temps (4/4) et en fa majeur (F), dure près de deux minutes et pendant les vingt premières secondes, on entend un hélicoptère qui s'approche suivi des paroles du directeur de l'école. Après ce moment, on entend la basse pendant toute la durée de la chanson jusqu'à la transition de cette chanson à Another Brick in the Wall (Part 2). Plusieurs personnes croient que The Happiest Days of Our Lives et Another Brick in the Wall (Part 2) ne sont qu'une seule chanson alors qu'au contraire elles sont distinctes.
La chanson se termine en fondu sur Another Brick in the Wall (Part 2) sur l'album, et les stations de radio diffusent généralement les chansons ensemble. Certaines d'entre elles jugent qu'Another Brick in the Wall (Part 2) commence trop abruptement pour la diffuser seule, contrairement à The Happiest Days of Our Lives qui commence tranquillement avec un bruit d'hélicoptère.

## Analyse des paroles
Comme toutes les chansons de The Wall, The Happiest Days of Our Lives raconte une partie de l'histoire de Pink, le personnage principal de l'album. Le voilà à l'école où il est maltraité par ses professeurs et où tous les enfants sont surveillés sans cesse.
Roger Waters a expliqué la chanson dans une interview pour Radio One. Il mentionne que le mot « heureux », présent dans le titre de la chanson, ne serait pas le mot qu'il emploierait pour ses propres souvenirs d'école : « The Happiest Days of Our Lives condamne la vie à l'école, ma vie à l'école ressemblait beaucoup à ça. C'était terrible. Quand j'entends maintenant les gens se plaindre qu'il faut remettre la grammaire en force au programme de l'école, ça me rend vraiment malade. Je suis allé dans une école pour garçons. Je tiens à souligner que certains des hommes qui enseignaient là-bas étaient vraiment adorables. Ce n'est pas une condamnation pure et simple de tous les profs du monde entier, parce que j'admire beaucoup de profs. Mais les mauvais peuvent traumatiser des gens pour longtemps, et il y en a certains dans mon école qui étaient incroyablement mauvais et qui traitaient vraiment mal les enfants. Ils voulaient les faire rentrer dans le système et les oppressaient afin de les faire rentrer dans leur moule, dans le but qu'ils puissent aller à l'université et « réussir ». Je suis sûr que ça arrive et qu'il y a une résurgence de cette mentalité en Angleterre actuellement. Une vraie panique, parce que les pauvres petits ne savent pas lire ou écrire, et cette résurgence de « bon, nous devons les mettre au pas », au lieu de vouloir les intéresser à des choses et les traiter chacun comme des individus uniques. Il y a de cette pensée qui pense que tout ça, c'est de la merde, et que tout ce que tu as à faire c'est de les asseoir, les faire se tenir tranquilles et leur apprendre des trucs, et c'est ce à quoi je m'oppose. Je suis privilégié parce que je peux choisir l'éducation de mes enfants. La plupart des gens sont obligés d'en passer par l'éducation nationale. Mais mon opinion c'est que le système éducatif public s'améliore. Il y a beaucoup de paradoxes dans tout ça. Mais, tu vois, peut-être que l'on ne devrait pas parler de mes opinions politiques. Peut-être que si... Ça m'est égal. Je n'ai rien à cacher. Ce n'est pas politique. C'est aussi sociologique. Pour moi, c'est la même chose, vraiment ».

## Version du film
Dans l'adaptation cinématographique de l'album, The Wall, on voit Pink et ses amis mettre la balle d’une carabine (celle du père de Pink) sur la voie ferrée. Pink va dans un petit tunnel où le train passe avec des enfants qui portent des masques et le professeur apparaît. Après, on peut voir Pink en classe à l’école et le professeur s’arrête à son bureau et prend un petit livre de poèmes que Pink a écrit, dont le texte est exactement celui de la chanson Money de l’album The Dark Side of the Moon. Il le ridiculise en lisant le poème à haute voix et en lui tapant sur les doigts avec une règle.

## Personnel
- David Gilmour - guitare, chœurs
- Nick Mason - batterie
- Roger Waters - basse (avec écho), chant
- Richard Wright - clavinet, orgue
- James Guthrie - charleston, cymbale